# Ben Aldridge
Benjamin Charles Aldridge (* 12. listopadu 1985 Exeter, Devon) je britský herec.

## Životopis
Absolvoval na Londýnské akademii múzických a dramatických umění. Rok 2009 pro něj znamenal filmový debut, objevil se ve filmu s názvem Compulsion, kde rovněž hráli Ray Winstone a Parminder Nagra.
O rok dříve přišel jeho televizní debut v minisérii Ďáblova pouta, kde si zahrál Harryho Fanshawa, manžela hlavní postavy. Poté ztvárnil malé role ve filmech a seriálech First Light, Vraždy z Oxfordu, Toast, Vera a Z Lark Rise do Candlefordu.
V roce 2013 se objevil v roli Paula Owenu, v muzikálu Americké psycho, založeném na stejnojmenné knize a filmu, s hudbou a libretem Duncana Sheika. Spolu s ním se v muzikálu objevili Matt Smith, Susannah Fielding, Jonathan Bailey nebo Lucie Jones. V září 2014 začal hrát v dramatickém seriálu Our Girl. V prosinci téhož roku ztvárnil krále Antonína Navarrského v seriálu Království. V roce 2016 si zahrál vedlejší roli v první řadě komediálního seriálu Potvora.

## Filmografie

### Film
| Rok  | Název                  | Role            | Poznámky       |
| ---- | ---------------------- | --------------- | -------------- |
| 2009 | Compulsion             | Alex            | televizní film |
| 2010 | First Light            | Brian Kingcome  | televizní film |
| 2010 | Toast                  | Stuart          | televizní film |
| 2012 | The Cricklewood Greats | Joe Hazelhurst  | televizní film |
| 2013 | Koleje osudu           | Mike Moffat     |                |
| 2013 | In the Night           | Alex            | krátký film    |
| 2014 | Synchronicity          | Fred            | krátký film    |
| 2018 | Amre                   | George Gershwin |                |
| 2023 | Někdo klepe na dveře   | Andrew          |                |

### Televize
| Rok     | Název                      | Role                  | Poznámky                    |
| ------- | -------------------------- | --------------------- | --------------------------- |
| 2008    | Ďáblova pouta              | Harry Fanshawe        | minisérie, 1. díl           |
| 2009    | Vraždy v Oxfordu           | Daniel Rattenbury     | Díl: „Špatná perspektiva“   |
| 2010–11 | Z Lark Rise do Candlefordu | Daniel Parish         | 16 dílů                     |
| 2012    | Vera                       | Ollie/Alex Barton     | Díl: „Sandancers“           |
| 2013    | Pramface                   | Marcus                | Díl: „If You Cry, I'll Cry“ |
| 2013    | Bible                      | Lukáš                 | minisérie, díl: „Courage“   |
| 2014–19 | Our Girl                   | kapitán Charles James | hlavní role                 |
| 2014–15 | Království                 | Antonín Navarrský     | 7 dílů                      |
| 2016    | Potvora                    | kluk na zadky         | 6 dílů                      |
| 2019–22 | Pennyworth                 | Thomas Wayne          | hlavní role                 |

### Videohry
| Rok  | Název            | Role | Poznámky |
| ---- | ---------------- | ---- | -------- |
| 2012 | The Secret World | Saïd | dabing   |

## Divadlo
| Rok                                           | Role            | Divadlo                                                   |
| --------------------------------------------- | --------------- | --------------------------------------------------------- |
| Bílá ďáblice (John Webster)                   | Flamineo        | Londýnská akademie múzických a dramatických umění (LAMDA) |
| Élektra (Sofoklés)                            | Orestés         | LAMDA                                                     |
| The Country Wife (William Wycherley)          | pan Horner      | LAMDA                                                     |
| Strýček Váňa (Anton Pavlovič Čechov)          | Váňa            | LAMDA                                                     |
| Blue Remembered Hills                         | John            | LAMDA                                                     |
| Mistr a Markétka (Michail Bulgakov)           | lékař           | Lyric Hammersmith (2004)                                  |
| Antigone at Hell's Mouth                      | Rothenkopf      | Kneehigh Theatre (2005)                                   |
| Fish and Company                              | Tom             | Soho Theatre (2006)                                       |
| Shelf Life                                    | Dan             | Old Red Lion                                              |
| Romeo a Julie (William Shakespeare)           | Benvolio        | Divadlo Globe (2009)                                      |
| Pýcha a předsudek (Jane Austenová) (workshop) | Charles Bingley | Sonia Friedman Productions                                |
| Blafuj jako Beckham (workshop)                | různé role      | Sonia Friedman Productions                                |
| The Kinks (workshop)                          | Pete            |                                                           |
| The Lyons                                     | Brian Hutchins  | Menier Chocolate Factory                                  |
| Americké psycho (muzikál)                     | Paul Owen       | Almeida Theatre                                           |